# 거창 사병리 밀양변씨고가
거창 사병리 밀양변씨고가(居昌 士屛里 密陽卞氏古家)는 대한민국 경상남도 거창군 가조면에 있는 조선시대의 건축물이다. 2012년 12월 27일 경상남도의 문화재자료 제559호로 지정되었다.

## 개요
밀양변씨고가는 조선후기 부농층 주거의 전형을 잘 보여주는 집으로 안채와 사랑채, 곳간채 등이 원형대로 잘 남아 있어 당시 부농층의 의식과 생활을 살필 수 있는 우수한 학술적 자료로 평가된다.
안채는 정면4칸 측면 3칸 각기둥 230*230 도리는 납도리, 반오량가 형식이며 홑처마 팔작지붕 와구토 기와이다. 용마루는 층단 용마루기와로 꾸며져 있다.
부엌은 현재 아궁이와 예전 모습대로 잘 남아 있고, 부엌의 판문과 판벽의 판벽에 문양을 넣어 환기, 채광을 고려하였다. 부엌의 중층 다락방이 설치되어 있고, 쪽방과 쪽문이 설치되었다. 안채의 어칸 부분은 우물마루 바닥의 신주 공간으로 구성되어 있다.
사랑채는 정면 4칸, 측면 3칸 각기둥 200*200 주두로 결구되어 있고, 소로와 창방 부재가 결구되어 있다. 도리는 납도리, 반 5량가 형식이며, 단연이 없이, 장연으로만 구성되어 있고, 홑처마 팔작지붕 와구토 기와이다.
곳간채는 정면 3칸 측면 1칸으로 벽체는 화방벽으로 ㄷ자 형태로 감싸져 있고, 정면은 판문과 판벽으로 구성되어 있다.

## 참고 자료
- 거창 사병리 밀양변씨고가 - 국가유산청 국가유산포털